# Zviježđe
Zviježđa su potpuno zamišljeni likovi na nebeskom svodu, skupine zvijezda povezane zamišljenim linijama. Smatra se da su osmišljena prije najmanje 6000 godina, u vrijeme kada su se ljudi počeli baviti poljoprivredom.[nedostaje izvor] Zvijezde u pojedinom zviježđu nemaju ništa zajedničkog i u pravilu se nalaze na različitim udaljenostima od Zemlje.
U idealnim uvjetima moguće je bez ikakvih optičkih pomagala vidjeti 1000 do 1500 zvijezda[nedostaje izvor], no bez podjele neba u manje dijelove bilo bi teško razlučiti zvijezde. Zviježđa su, dakle, izmišljena radi lakšeg snalaženja po nebu. Prirodno je lakše pamtiti oblike, nego točne položaje zvijezda. Osim toga, zbog kretanja Zemlje, zvijezde prividno mijenjaju položaj na nebu ili su vidljive samo u određeno doba godine.
Još od početaka bavljenja poljoprivredom, ljudi su shvaćali da neke kulture bolje uspijevaju ako se posiju u točno određeno doba godine. Isto tako, primijetili su da se izgled noćnog neba periodički mijenja kroz godinu dana. Stoga su držali važnim naučiti prepoznavati zviježđa da bi mogli precizno odrediti vrijeme sjetve ili žetve.
Svaka je civilizacija imala svoje nazive i svoje likove na nebu, iako su neki upadljivi likovi izazivali slične asocijacije kod različitih naroda. S izumom i razvojem teleskopa, pojavila se potreba označavanja zviježđa dijelovima neba, a ne samo likovima sastavljenima od vidljivih zvijezda, kako bi se izbjegli nesporazumi oko položaja slabije sjajnih objekata. Međunarodna astronomska unija (IAU) donijela je 1922. odluku po kojoj je nebo i službeno podijeljeno na 88 područja, a granice između zviježđa povučene su po koordinatnim linijama deklinacije i rektascenzije.

## Zviježđa i kretanje Zemlje
Zbog kretanja Zemlje, nagnutosti Zemljine osi i ovisno o zemljopisnoj širini, u određeno doba godine bit će vidljiv različit dio neba i različita zviježđa. Tijekom noći zvijezde prividno izlaze na istočnom nebu i zalaze za obzor na zapadnom nebu, što je poljedica Zemljine rotacije. Prividno se sve zvijezde kreću po kružnicama oko spojnice sjevernog i južnog nebeskog pola i s ljudskog motrišta čine kuglu koja se naziva nebeska sfera.
Na sjevernom ili južnom Zemljinom polu uvijek su vidljive iste zvijezde koje se usporedno s horizontom okreću oko točke točno iznad promatrača. Niti jedna zvijezda ne izlazi niti zalazi. Pomičući se s polova ka manjim zemljopisnim širinama, izgled neba se mijenja. Kretanjem bliže ekvatoru, sve više zvijezda počinje izlaziti i zalaziti, a sve manje ih je vidljivo tijekom cijele noći. Zvijezde i drugi objekti koji su za određenog promatrača uvijek iznad horizonta nazivaju se cirkumpolarnim. Za promatrača na sjevernom polu cijelo sjeverno nebo je cirkumpolarno, dok je cijelo južno nebo anticirkumpolarno (nikada ne izlazi iznad obzora). Zvijezda Sjevernjača (lat. Polaris) nalazi se gotovo točno u smjeru sjevernog nebeskog pola, udaljena od njega nešto manje od 3/4 lučnog stupnja, zbog čega se već dugo vremena koristi pri orijentaciji u prostoru, uvijek pokazujući smjer sjevera.
Promatrač na ekvatoru jedini je u stanju vidjeti cijelo nebo, za njega niti jedan dio neba nije cirkumpolaran ni anticirkumpolaran. Sjevernjača se vidi točno na obzoru (u pravcu sjevera), a nebeski ekvator prolazi kroz zenit, odakle se spušta na istočnu i zapadnu točku obzora. 
U Hrvatskoj su vidljiva zviježđa sjevernog neba, a u ljetnim mjesecima i dio južnog neba. Zviježđa koja se vide kao cirkumpolarna su:  Veliki i Mali medvjed, Zmaj, Cefej, Kasiopeja, Žirafa te dijelovi zviježđa Perzej, Ris.